# Pericol de moarte
Pericol de moarte este un album lansat de Voltaj în anul 1996, care marchează debutul discografic al binecunoscutei formații rock bucureștene, la 14 ani de la înființarea acesteia. În același timp, Pericol de moarte este singurul album de hard rock și heavy metal semnat Voltaj, apărut înainte ca formația să își schimbe radical stilul muzical, îndreptându-se către un pop rock electronic, cu puternice valențe comerciale. În 1995, chitariștii Gabi Constantin și Cristian Luca, reînființează Voltaj-ul (care își încetase activitatea în 1992), cu scopul de a înregistra primul album al trupei. Alături de cei doi muzicieni sunt cooptați: Vali Ionescu (fostul basist din perioada 1988–1990), Nicky Dinescu (primul toboșar al grupului, din anii 1982–1983) și Tavi Colen (fost solist vocal la Sin, care ulterior va trece la Talisman și Phoenix). Înainte de a începe lucrul la album, Cristian Luca este înlocuit cu Adrian Sârbu. Materialul este înregistrat în studioul lui Adrian Ordean – Migas Real Compact – în vara lui ’96. Lansarea are loc la finalul aceluiași an, în 18 decembrie, la Târgul Internațional de Muzică ținut la Sala Palatului din București. Albumul apare pe piață în formate compact disc și casetă audio, sub egida caselor de discuri Roton și Cardinal ’93, și include 12 piese: 6 compoziții noi (între care și hitul „Arma ta”) și 6 compoziții vechi, din perioada 1982–1990. Două dintre compozițiile vechi aparțin chitaristului Adrian Ilie: „Nori de hârtie” (primul mare succes Voltaj, ce datează din anul 1982, când a fost înregistrat în Radio cu vocea lui Cristi Minculescu) și „Lumina” (cunoscuta baladă din 1986, care apare pe acest album în variantă unplugged, beneficiind și de un videoclip). Celelalte patru piese vechi sunt creațiile lui Doru Istudor „M.S.”, bateristul și liderul grupului între anii 1986–1992: „Cenușă și diamant”, „Ochii tăi”, „Voi fi din nou al tău” și „Erou”. Din cauza distanței mari dintre compoziții și a concepției muzicale variate, Pericol de moarte este un album eterogen, dar care oferă o imagine de ansamblu asupra activității vechiului grup Voltaj, cel dinainte de 1998.

## Piese
1. Cenușă și diamant
2. Siberia
3. Arșița nopții
4. Ochii tăi
5. Lumina
6. Arma ta
7. Voi fi din nou al tău
8. Singur cu soarta
9. Nori de hârtie
10. Ce va urma
11. Pericol de moarte (Ordinul de zi către armată al Mareșalului Antonescu)
12. Erou

## Personal
Componența formației:
- Tavi Colen – vocal
- Gabi Constantin „Porcus” – chitară
- Adrian Sârbu – chitară
- Vali Ionescu „Prunus” – bas
- Nicky Dinescu – baterie

Au colaborat:
- Răzvan Lupu „Lapi” – baterie (1, 12)
- Cristian Luca – chitară (5)
- Valentin Andronescu – claviaturi (6)
- Adrian Ordean – chitară (11)
- Viorel Păunescu – recitativ (11)

Înregistrări muzicale realizate la studioul Migas Real Compact, București, iulie–august 1996.

Inginer de sunet: Vlad Gorcinski. Mixaje: Adrian Ordean. Mastering: Studioul Yamaha.

Tehnician sunet: Adi Belteu. Tehnician lumini: Cristi Munteanu.

Fotografii: Karina Knapek și Dan Marinescu. Grafică: R. Bitay (RQA Design).

Producător: Cardinal ’93 (prin Sorin Badea). Distribuție: Roton.
„Acest material și această formație n-ar fi existat fără aportul artistic și de suflet al următorilor: Adrian Ilie, Doru Istudor M.S., Cristi Minculescu, Cristi «Trântoru’» Ilie, Amedeo Bolohoi, Cristi Marinescu, Bogdan Cristea.”